# Вестовая (река)
Вестовая — река на острове Сахалин. Длина реки — 16 км. Площадь водосборного бассейна — 94 км².
Начинается на склоне горы Агат Центрального хребта. Сначала течёт на север, затем на восток по гористой местности, поросшей пихтовым лесом. Впадает в Охотское море. Протекает по территории Поронайского городского округа Сахалинской области. Ширина реки в устье — 85 метров, глубина — 2 метра.
Основные притоки — Горелый (лв), Ревель (лв), Комаровка (пр), Коса (лв), Чусовой (пр), Песчаная (пр), Прямая (лв), Болотный (лв), Вокша (лв), Унжа (лв), Оскол (лв).

## Данные водного реестра
По данным государственного водного реестра России относится к Амурскому бассейновому округу.
Код объекта в государственном водном реестре — 20050000212118300003068.